# سبينيتورام
سبينيتورام (بالإنجليزية: Spinetoram)‏ ويُسوَّق تحتَ الاسم Cheristin في شكل جرعات بيطرية موضعيّة، هو خليط مبيد حشري مكون من عنصرين فعالين سامين للأعصاب من «Saccharopolyspora Spinosa». يتم استخدامه لمكافحة الآفات في الحبوب المخزنة، والقطط المنزلية.